# Scopula flasvescens
Scopula flasvescens är en fjärilsart som beskrevs av Barend J. Lempke 1949. Scopula flasvescens ingår i släktet Scopula och familjen mätare. Inga underarter finns listade.